# Lill-Abborrtjärnen (Björna socken, Ångermanland, 707903-162424)
Lill-Abborrtjärnen är en sjö i Örnsköldsviks kommun i Ångermanland och ingår i Gideälvens huvudavrinningsområde. Lill-Abborrtjärnen ligger i Vändåtbergets Natura 2000-område och Vändåtbergets naturreservat. Den avvattnas norrut genom en liten bäck till Älgtjärnen. Lill-Abborrtjärnen ligger bara drygt 100 meter från Stor-Abborrtjärnen i söder, som dock avvattnas åt ett annat håll.

## Bottenprofil och djupförhållanden
I januari 2017 lodades tjärnen. Den visade sig vara betydligt djupare, än den näraliggande och större reservatsgrannen, Älgtjärnen, och med en platt och hård bottenprofil. Medeldjupet av fem lodningar var 6,75 meter och det uppmätta maximidjupet var 8,05 meter.

## Bildgalleri

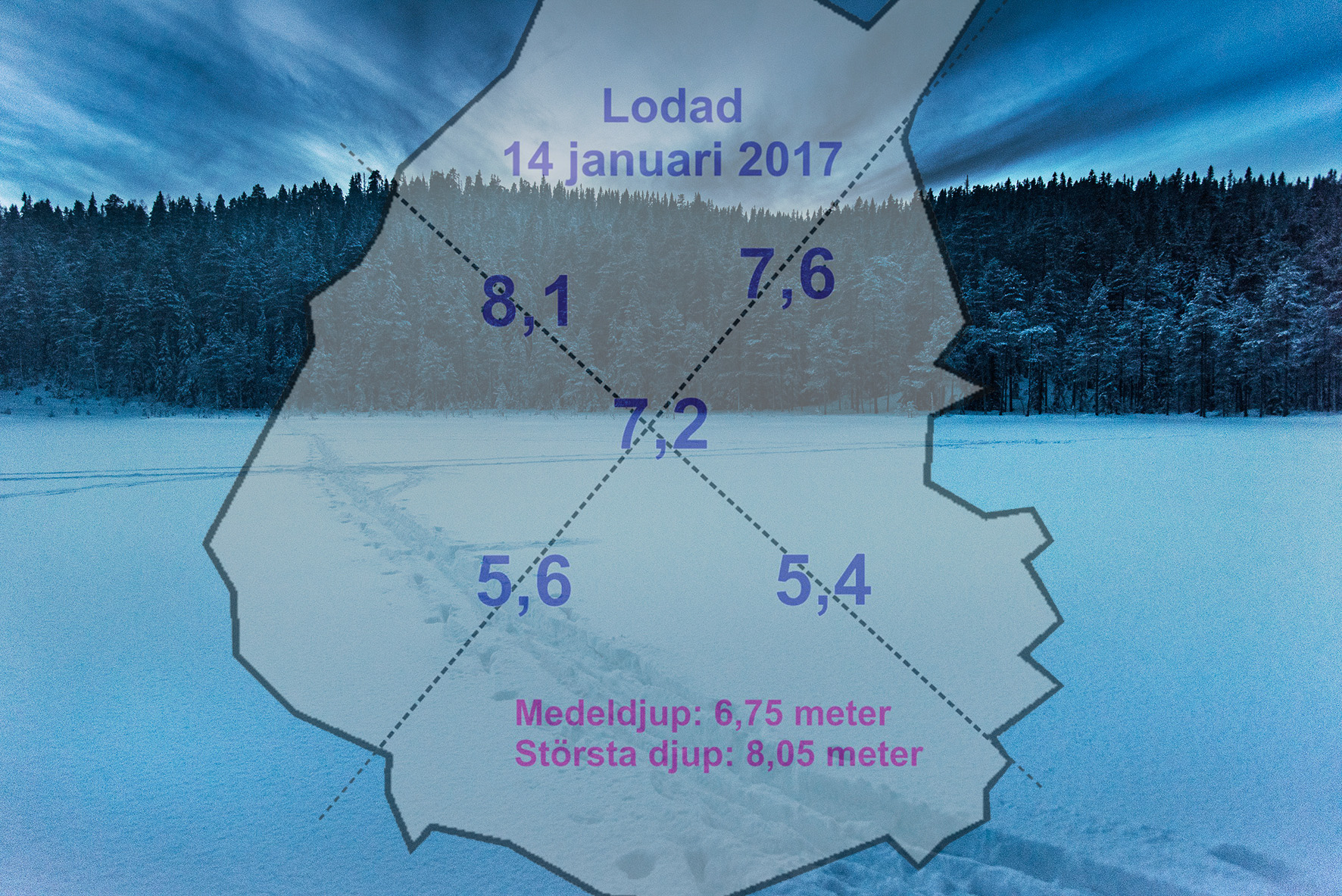
Resultatet av lodning av Lill-Abborrtjärnen i Vändåtbergets naturreservatet, den 14 januari 2017. Tjärnen i profil sedd norrut från Ytterberget som visas i bakgrunden.
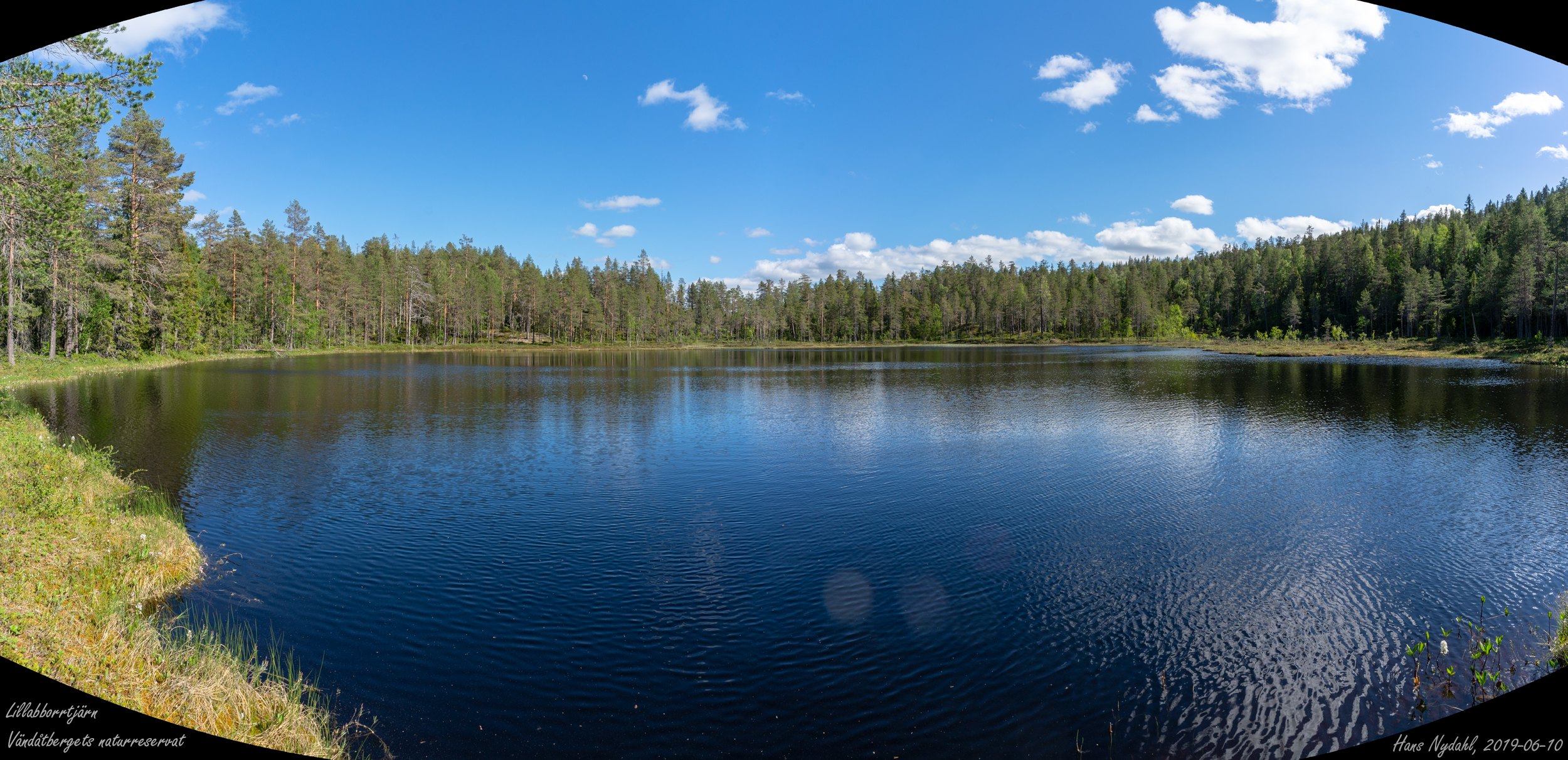
Lill-Abborrtjärnen från västra sidan, juni 2019.